# Kirsten Price (Pornodarstellerin)

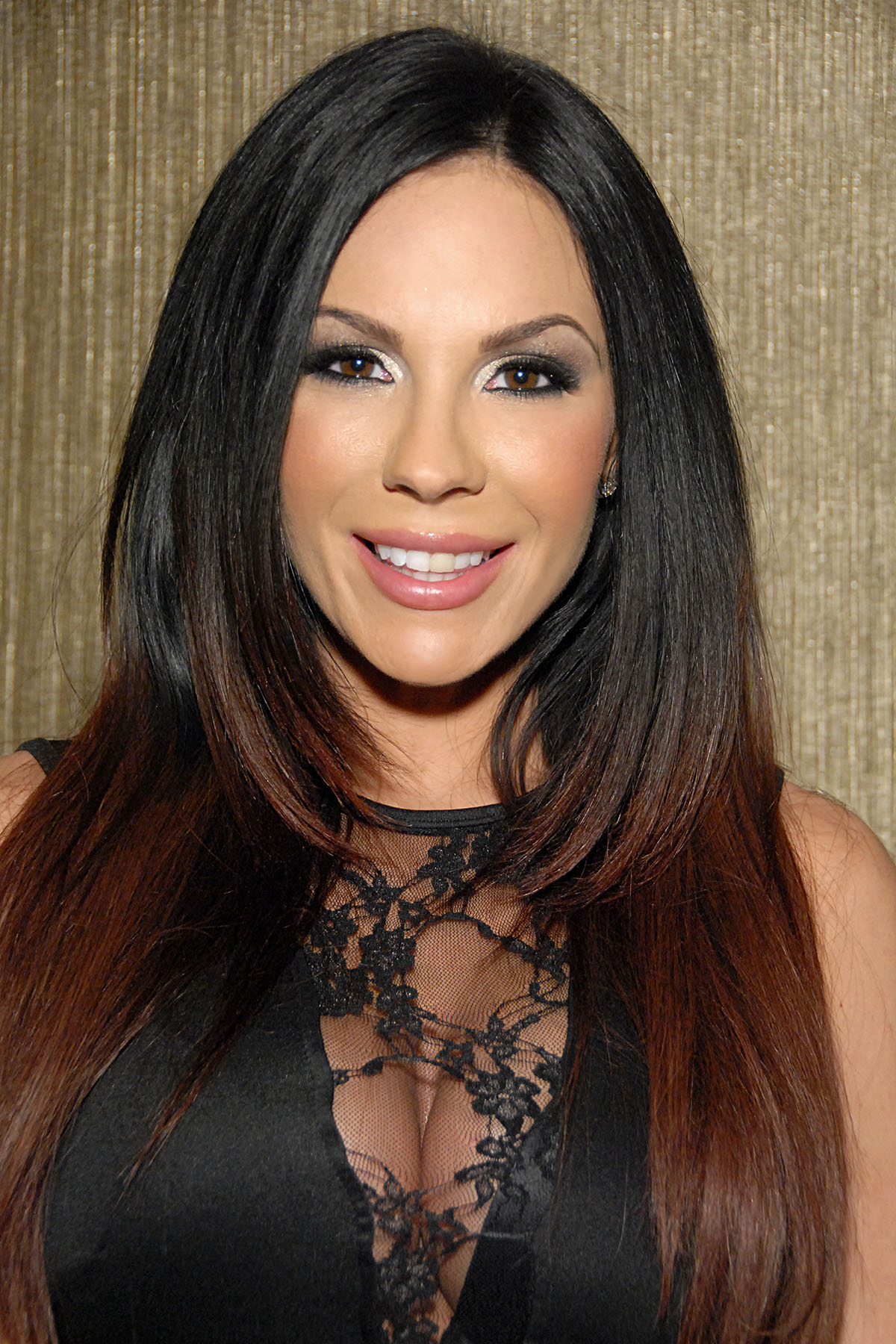
Kirsten Price (2013)

Kirsten Price (* 13. November 1981 als Katherine L’Heureux in Boston, Massachusetts) ist eine US-amerikanische Pornodarstellerin.

## Leben
Nachdem Price zunächst als Bikini-Model erfolgreich gewesen war und den Wettbewerb der „Miss Hawaiian Tropic“ gewonnen hatte, begann sie als Aktmodell zu arbeiten. Im Jahr 2005 wurde sie von der Pornofilmgesellschaft Wicked Pictures exklusiv unter Vertrag genommen.
Price heiratete am 9. Oktober 2004 den Darsteller Barrett Blade. Die beiden ließen sich jedoch scheiden. Mittlerweile ist sie mit dem Kollegen Keiran Lee verheiratet.
Im Jahr 2006 war sie als eine der vier Finalisten der Reality-TV-Show My Bare Lady zu sehen. Im mehrfach ausgezeichneten Film Manhunters von Brad Armstrong spielt sie eine der vier Kopfgeldjägerinnen.
Am 9. Januar 2010 moderierte sie zusammen mit Kayden Kross die AVN Award Show in Las Vegas. Sie lebt derzeit in Los Angeles, Kalifornien.

## Auszeichnungen & Nominierungen

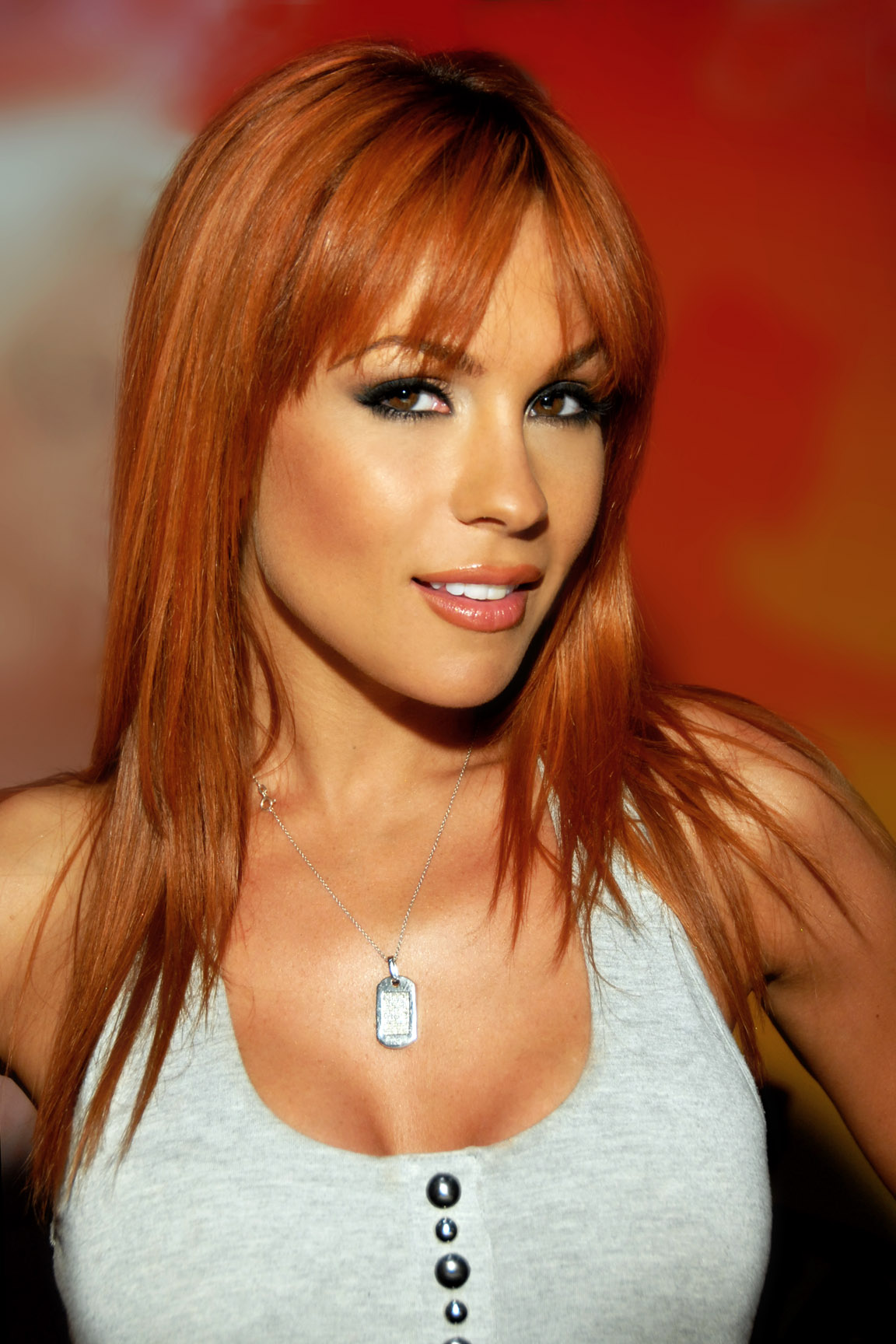
Kirsten Price (2010)

- 2006: Temptation Award – Best New Starlet[2]
- 2007: AVN Award – Best Supporting Actress (Film) in Manhunters[3]
- 2007: AVN Award – Best Group Sex Scene (Film) in FUCK (zusammen mit Carmen Hart, Katsuni, Mia Smiles, Eric Masterson, Chris Cannon, Tommy Gunn und Randy Spears)
- 2010: AVN Award – Best Supporting Actress (Video) in 2040
- 2010: XBIZ Award – Acting Performance of the Year (Female) in Spin the Bottle
- + 12 Nominierungen

## Filmografie (Auswahl)
- Whale Tail 1 (2005)
- Dark Angels 2 (2005)
- Manhunters (2006)
- Fuck (2006)
- The Visitors (2006)
- Coming Home (2007)
- 2040 (2009)
- Speed (2010)

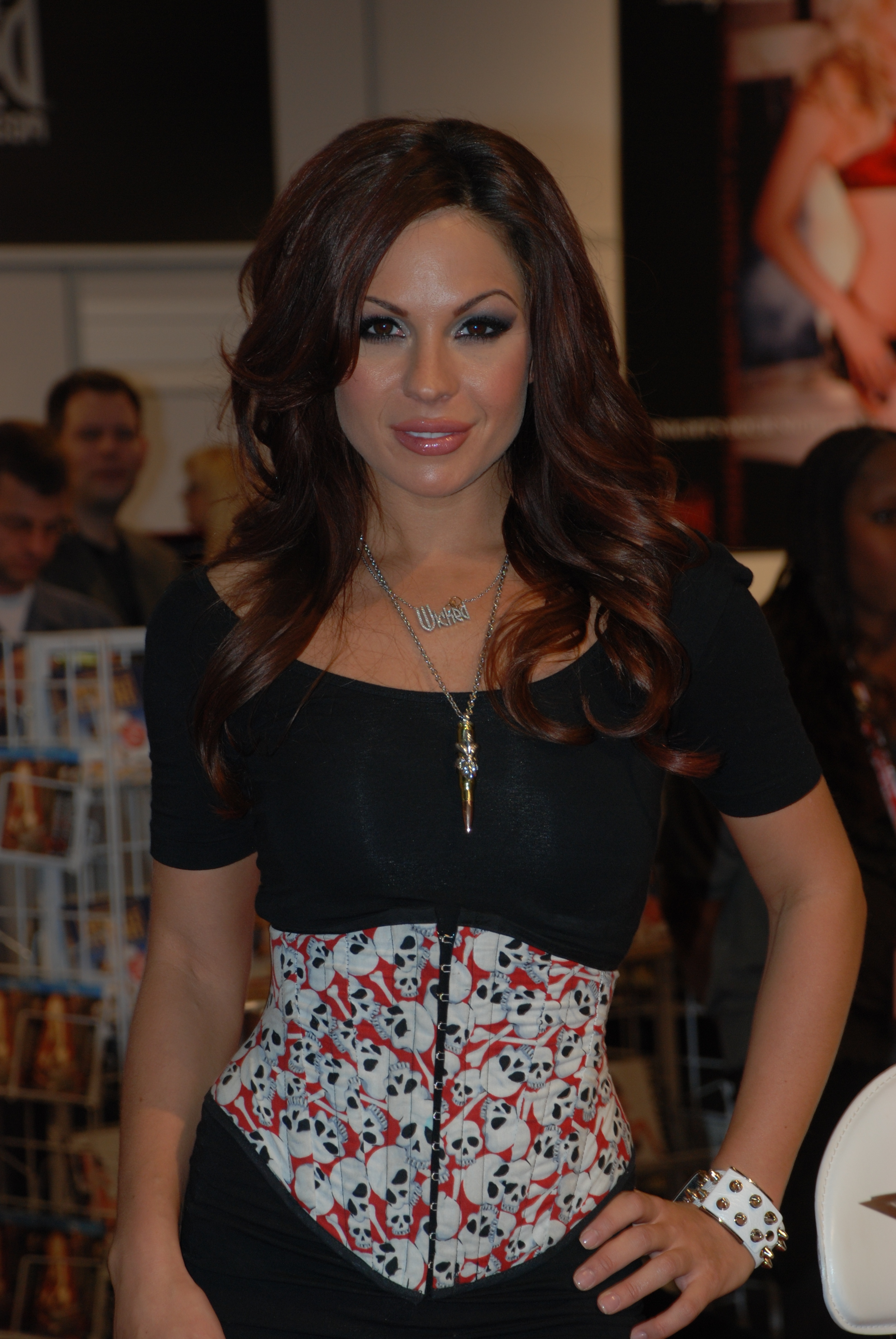
Kirsten Price (2009)

- The Rocki Whore Picture Show: A Hardcore Parody (2011)
- Man of Steel XXX: An Axel Braun Parody (2013)
- Wonder Woman XXX: An Axel Braun Parody (2015)